# Euthera mannii
Euthera mannii är en tvåvingeart som beskrevs av Josef Mik 1889. Euthera mannii ingår i släktet Euthera och familjen parasitflugor. Inga underarter finns listade i Catalogue of Life.